# Hideaki Mori
Hideaki Mori (森 秀昭 Mori Hideaki?, nacido el 16 de octubre de 1972 en Nagasaki) es un exfutbolista japonés. Jugaba de defensa y su último club fue el Consadole Sapporo de Japón.

## Trayectoria

### Clubes
| Club                | País  | Año         |
| ------------------- | ----- | ----------- |
| Sanfrecce Hiroshima | Japón | 1991 - 1996 |
| Avispa Fukuoka      | Japón | 1996 - 1999 |
| Consadole Sapporo   | Japón | 2000 - 2003 |

## Palmarés

### Títulos nacionales
| Título    | Club              | País  | Año  |
| --------- | ----------------- | ----- | ---- |
| J2 League | Consadole Sapporo | Japón | 2000 |